# Bataille de Hard

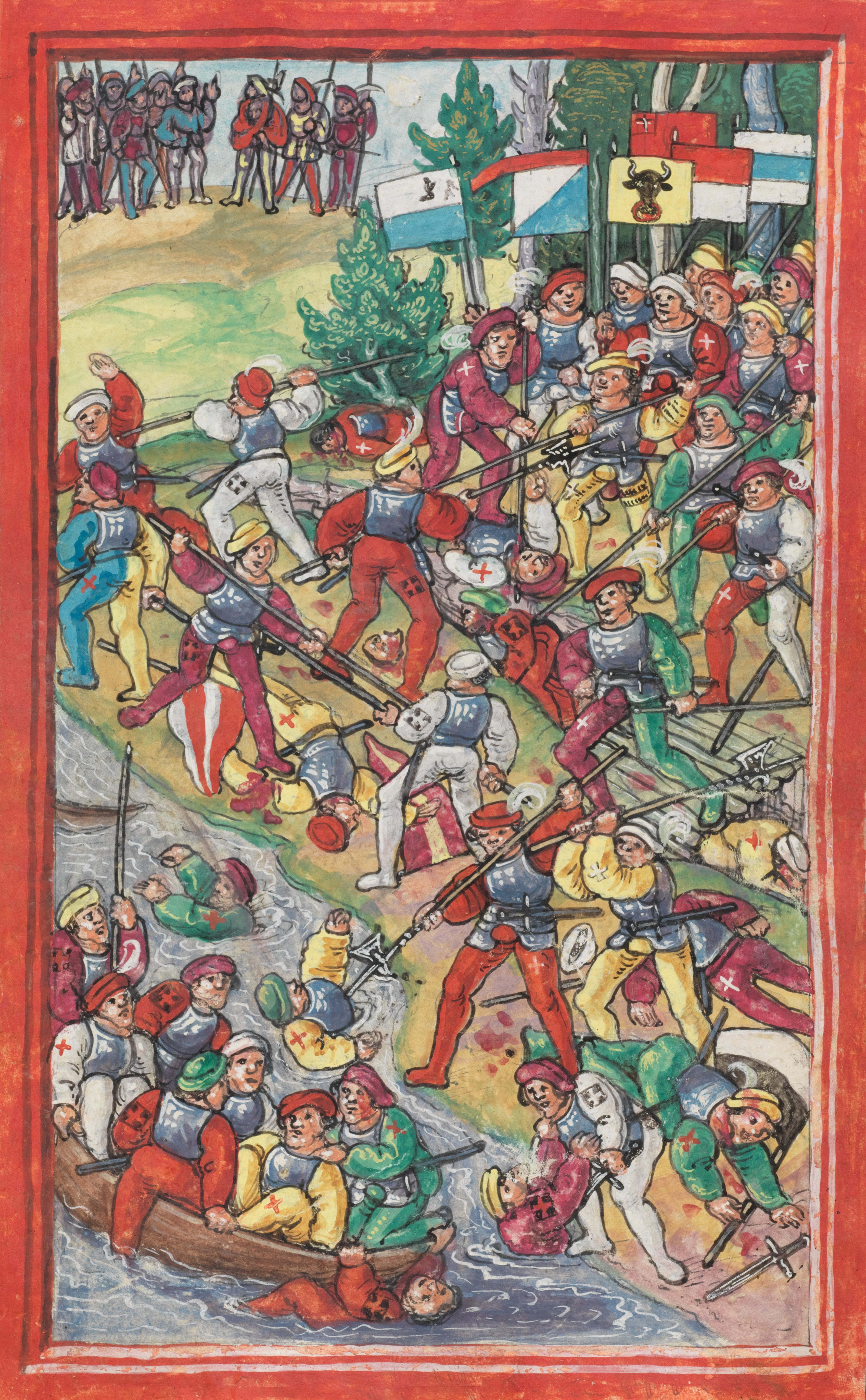
Illustration de 1513 de la Bataille de Hard.

La bataille de Hard est un épisode de la guerre de Souabe qui opposa les Trois Ligues et les confédérés suisses contre la ligue de Souabe et les forces de Maximilien Ier le 20 février 1499. Elle prit fin avec la victoire des confédérés.